# Tête des Faux
Der Tête des Faux (dt. Buchenkopf) ist ein Berggipfel in den Vogesen.

## Geschichte
Aufgrund der exponierten Position und einer guten Aussicht vom Gipfel war der Berg im Ersten Weltkrieg strategisch bedeutsam und entsprechend umkämpft. Die Frontlinie lief direkt über den Gipfel; auch heute sind noch die Reste militärischer Anlagen wie Geschützstellungen und Bunker sichtbar. Auf dem etwas östlich gelegenen „Roche de Corbeau“ (dt. Rabenfelsen) befindet sich die ehemalige Bergstation einer Seilbahn, mit der Material von Lapoutroie auf den Gipfel transportiert wurde. Westlich des Gipfels befindet sich der französische Soldatenfriedhof „Cimetière Duchesne“. Der weiter östlich liegende deutsche Soldatenfriedhof wurde aufgelassen, die Gebeine nach Collet du Linge überführt.
Die Reste der militärischen Anlagen im Gipfelbereich und am Roche de Courbeau sowie die Bergstation der Seilbahn stehen seit 1932 als Monument historique unter Denkmalschutz.

## Beschreibung
Über den Gipfel führt der Fernwanderweg GR 5. Das Massiv ist durch beschilderte Wanderwege, Mountainbike-Strecken sowie im Winter durch gespurte Loipen erschlossen. Von Le Bonhomme dauert der Aufstieg etwa zwei Stunden, dabei sind etwas über 500 Höhenmeter zu überwinden.